# 泰蒂亞羅阿環礁

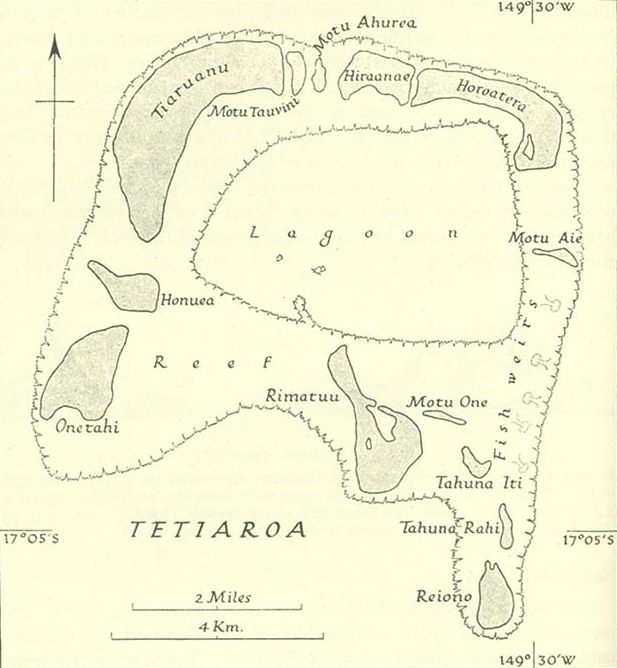
Teti'aroa

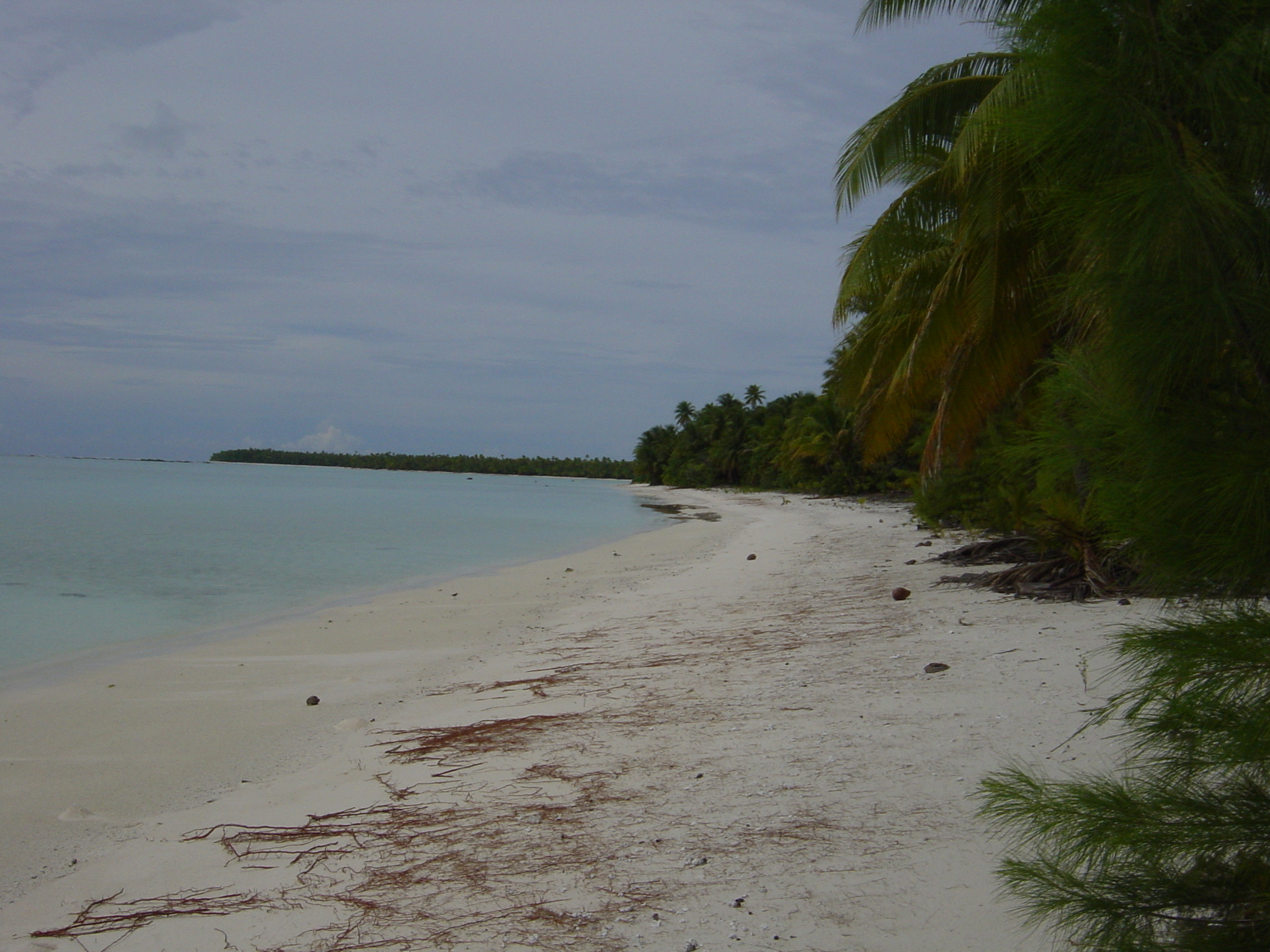
Onetahi

泰蒂亞羅阿環礁（Tetiʻaroa）是南太平洋法國領土集體法屬波利尼西亞的環礁，屬於向風群島的一部分，由阿鲁埃市镇管辖，位於大溪地島以北53公里，由13個島嶼組成，面積6平方公里。該環礁原為大溪地王室的渡假地點，因被已故影星馬龍·白蘭度租借而聞名。目前该环礁归法属波利尼西亚所有，但此前的租约仍在生效中。

## 地理
行政上，泰蒂亞羅阿環礁由帕皮提郊區的阿鲁埃管辖。
環礁位於大溪地以北53（33英里），由13個島嶼組成，總面積6平方（2平方英里），平均約每585公頃（1,450英畝）的沙地分成一個小島礁。
潟湖約7（4.3英里）寬，水深約30（98英尺）。由於環礁上沒有開口，外界無法從環礁外經小船進入潟湖範圍。
這些小島礁從整個環礁的西南角開始，順序如下：
1. Onetahi，白蘭度渡假村所在地，有私人飛機跑道。
2. Honuea
3. Tiaruanu
4. Motu Tauvini (Tauini)
5. Motu Ahurea (Auroa)
6. Hiraanae
7. Horoatera (Oroatera)
8. Motu 'Ā'i.e.
9. Tahuna Iti
10. Tahuna Rahi
11. Reiono
12. Motu One
13. Rimatu'u，有鸟类保护区

## 歷史及擁有權
本環礁對大溪地的酋長有特殊意義：他們會在這裡唱歌、跳舞、釣魚及舉辦飲宴。
2002年，就在馬龍·白蘭度離世的前兩年，他簽署了一張新的遺囑及信託合約，但內容未有對本島的歸屬有任何描述。2004年當他離世後，他的遺產執行人向一家在法屬波利尼西亞擁有多家酒店的大溪地公司Pacific Beachcomber SC批出發展權利。

## 後期發展
2009年，Pacific Beachcomber SC開始在本環礁進行發展。
第一期工程包括有飛機跑道的重建及重置，因為原來跑道的表面不單已無法修復，而且也未能符合重建時的航空規例要求。
此外，機場工地亦增設了浮塢，以方便從環礁朝海洋一側運送物資到潟湖的一側。
完工後，渡假村除了有一家豪華酒店、還有水療設施、研究站、員工村及私人的飛機跑道。
2014年2月，渡假村建設宣告完成，而渡假村亦於同年7月對外開放。渡假村的建設涉及馬龍·白蘭度的資產及其16名子女的8名。

## 外部連結
- 美国国家航空航天局地球观测站拍摄的泰蒂亚罗阿岛 （页面存档备份，存于）